# Szabin-hegység

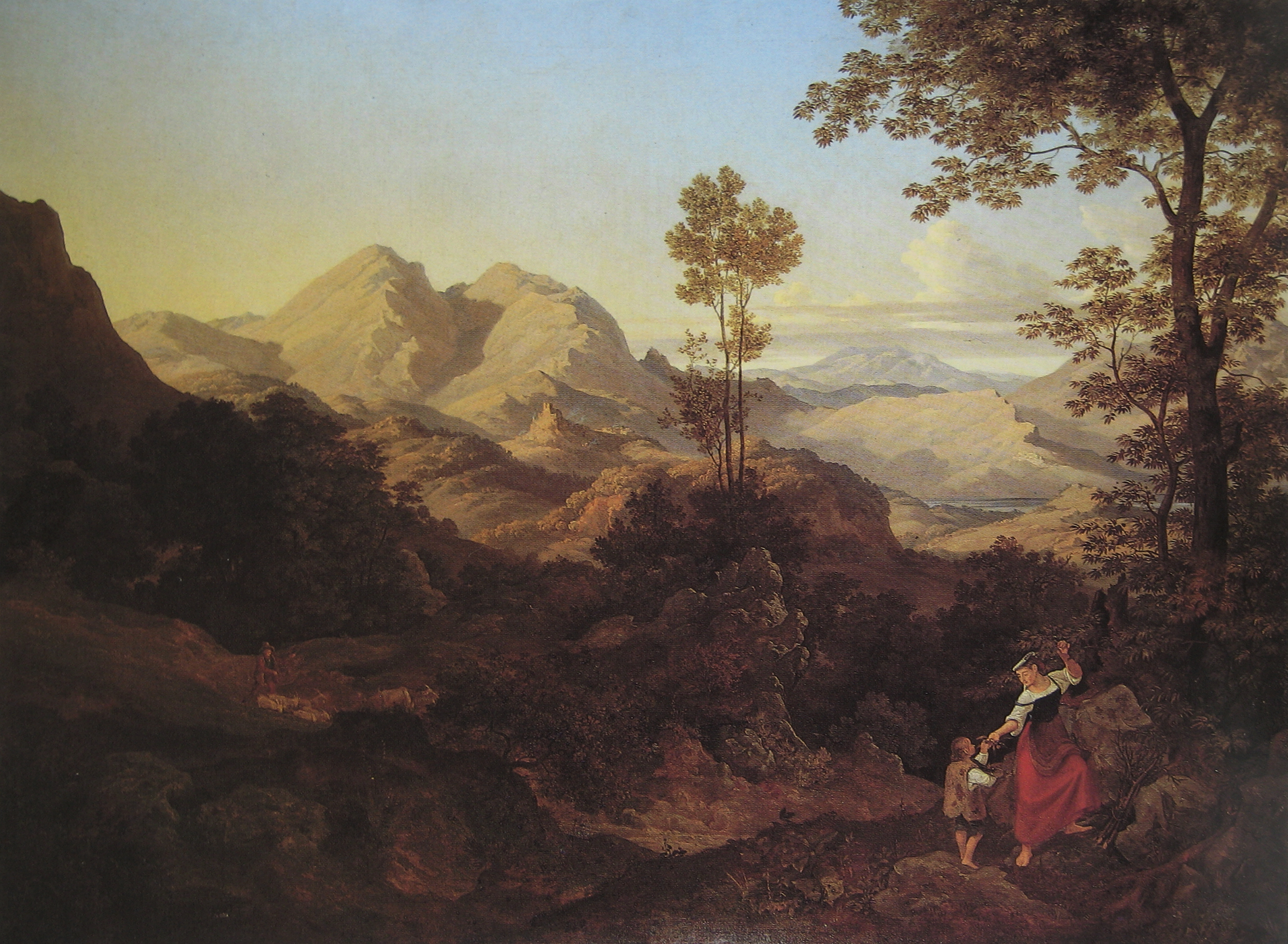
Szabin Hegyek, Ernst Fries olajtanulmánya a német romantika idejéből

A Szabin-hegység avagy Szabin-hegyek (olaszul: Monti Sabini) az Appenninek része, az Abruzzók legnyugatibb vonulata, a Tevere és a Turano folyók között magaslik, a Rieti megye délnyugati részét alkotja. Mezőgazdaságilag teljesen hasznosított illetve erdő borította gyűrt, dolomitos mészkőhegység. A hegyek lábainál és az alsóbb régiókban az olajfa az uralkodó tenyésznövény, feljebb bükk és tölgy. Legmagasabb hegy a Monte Pellecchia (1365 méter). A hegyek aljában fakadó bő hozamú forrásokat az ókor óta hasznosítják Campagna Romana egész vidékén, de még Rómában is.
Lazio (latinul: Latium), egy régi olasz régió, és a XIX. században jelentős úti cél volt, különösen a romantika művészei kirándultak ide szívesen. Az ott készült számtalan tájkép ma az európai múzeumok legtöbbjében megtalálható.

## Külső Hivatkozás
- a régió honlapja olaszul és angolul Archiválva 2010. február 2-i dátummal a Wayback Machine-ben